# Yahiro Kazama
Yahiro Kazama (jap. 風間 八宏, Kazama Yahiro; * 16. Oktober 1961 in Shizuoka) ist ein ehemaliger japanischer Fußballspieler und heutiger Fußballtrainer.

## Karriere

### Spieler

#### Verein
In der Jugend spielte Kazama für die Schulmannschaft der „Handelsoberschule Shimizu“ in Shizuoka, die viele bekannte Fußballer hervorgebracht hat, und die Universitätsmannschaft der Universität Tsukuba. 1984 verließ der Mittelfeldspieler Japan und wechselte nach Deutschland in die Amateurmannschaft des Bundesligisten Bayer 04 Leverkusen. Nachdem er in Leverkusen den Sprung in den Profikader nicht geschafft hatte, zog es Kazama 1985 zum Oberligisten BVL 08 Remscheid. Mit Remscheid konnte er 1986 die Deutsche Amateurmeisterschaft gewinnen, 1987 folgte der Aufstieg in die 2. Bundesliga. Nach dem Abstieg des BVL in der Saison 1987/88 schloss sich Kazama Eintracht Braunschweig an, für die er in der Zweitligasaison 1988/89 noch zu 15 Einsätzen kam.
1989 kehrte Kazama nach Japan zurück, wo er fortan für den Mazda SC, die Werksmannschaft des Mazda-Konzerns, in der Japan Soccer League auflief. Mit Gründung der Profiliga J. League 1992 und der damit verbundenen Neuorganisation des japanischen Fußballs wurde der Mazda SC zu Sanfrecce Hiroshima. Kazama war in der J. League noch für drei Spielzeiten für Sanfrecce aktiv und wurde dort der erste japanische Spieler, der ein Tor in der neuen Liga erzielen konnte. 1996 kehrte Kazama noch einmal für eine Saison zum FC Remscheid zurück und beendete danach seine Spielerkarriere.

#### Nationalmannschaft
Zwischen 1980 und 1983 bestritt Kazama zudem insgesamt 19 Länderspiele für Japan.

### Trainer
Nach dem Ende seiner Spielerkarriere war Kazama zunächst als Fußballfunktionär, Fußballkommentator und Trainer der Mannschaft der Universität Tsukuba tätig. 2012 wurde er als neuer Trainer des J. League Division 1-Clubs Kawasaki Frontale vorgestellt, seiner ersten Trainerstation im Profifußball. Mit seinem neuen Verein belegte er am Saisonende den achten Tabellenplatz.